# Кевін Гарнетт
Кевін Моріс Гарнетт (англ. Kevin Maurice Garnett, нар. 19 травня 1976, Грінвілл, Південна Кароліна, США) — американський професіональний баскетболіст, що грав на позиціях важкого форварда і центрового за декілька команд НБА протягом 21 сезону. Гравець національної збірної США. Чемпіон НБА, Олімпійський чемпіон 2000 року.

## Ігрова кар'єра

### Ранні роки
Починав грати у баскетбол у команді Молдінської старшої школи (Молдін, Південна Кароліна). Під час літніх канікул перед випускним класом був замішаний у бійці між білими і чорними хлопцями. І хоча не брав безпосередньої участі у конфлікті, став одним з трьох заарештованих школярів. Побоюючись подальших переслідувань, вирішив змінити школу та перейшов до Академії Феррагата (Чикаго, Іллінойс). Провівши там один рік, був названий найкращим гравцем США серед старшокласників. Будучи не в змозі здати тест ACT, вирішив одразу виставити свою кандидатуру на драфт.

### Міннесота Тімбервулвз

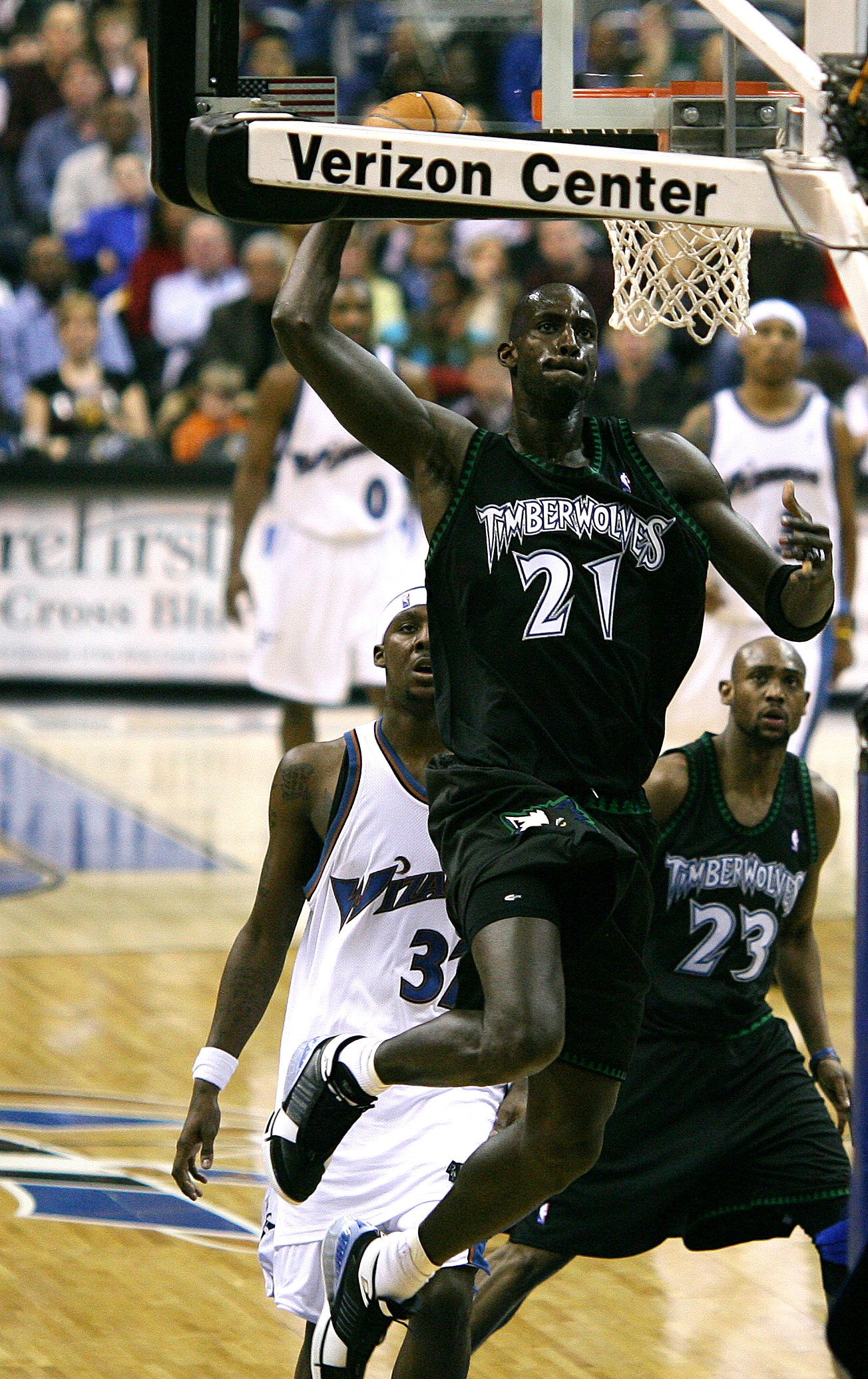
Гарнетт у грі за «Міннесоту» (2007)

1995 року був обраний у першому раунді драфту НБА під загальним 5-м номером командою «Міннесота Тімбервулвз». Став першим баскетболістом, який був задрафтований одразу після школи за останні з 1975 року. Захищав кольори команди з Міннесоти протягом наступних 12 сезонів. Свій перший сезон у НБА починав як гравець запасу, однак після зміни тренера команди під час сезону, коли Фліп Сондерс поміняв Білла Блера, став основним гравцем «Міннесоти». Протягом сезону набирав 10,4 очка та 6,3 підбирання за матч, а за підсумками сезону був включений до другої збірної новачків.
Наступного сезону вперше взяв участь у матчі всіх зірок. Допоміг команді вперше в її історії пробитися до плей-оф. Там, щоправда, вона вилетіла одразу в першому раунді від «Х'юстон Рокетс» на чолі з Акімом Оладжувоном та Чарльзом Барклі.
Наступного сезону команда вдруге поспіль пробилася до плей-оф, проте знову вилетіла в першому раунді, цього разу від «Сіетл Суперсонікс» на чолі з Гарі Пейтоном.
У сезоні 1998-1999 команду покинув Стефон Марбері, але Гарнетт продовжував зіркову гру. Будучи восьмими сіяними, «Міннесоті» у першому раунді випав жереб у вигляді «Сан-Антоніо Сперс». «Сперс» виявились сильнішими та стали чемпіонами НБА того року, а «Міннесота» втретє поспіль вилетіла в першому раунді плей-оф.
У сезоні 1999-2000 Гарнетт набирав в середньому за матч 22,9 очка, 11,8 підбирання та 5 асистів. За допомогою «шутера»-новачка Воллі Щерб'яка «Міннесота» встановила рекорд франшизи з кількості перемог у сезоні — 50-32. Проте в плей-оф команда знову вилетіла в першому раунді, цього разу від «Портленд Трейл-Блейзерс». Ця негативна тенденція перших раундів плей-оф продовжилась 2001 року, коли «Міннесота» вилетіла від «Сан-Антоніо», 2002 року — від «Лос-Анджелес Лейкерс».
У сезоні 2003-2004 набирав 24,2 очка, 13,9 підбирання, 5 асистів та 2 блок-шота за гру, що дозволило йому виграти нагороду найціннішого гравця НБА. З 58-ма перемогами команда увірвалась до плей-оф, де вперше подолала перший раунд, обігравши «Денвер Наггетс» у серії з п'яти матчів. У другому раунді були обіграні «Сакраменто Кінгс» у важкій серії із семи ігор. Дійшовши до фіналу Західної конференції, команда втратила через травми двох розігруючих команди — Сема Касселла та Троя Гадсона. Використовуючи на позиції першого номера третього розігруючого Дарріка Мартіна, атакуючого захисника Фреда Гойберга, а також самого Гарнетта, «Міннесота» програла серію 2-4.
У наступні три роки команда не змогла пробитися до плей-оф, що підштовхнуло і Гарнетта, і керівництво Міннесоти до розгляду пропозицій по обміну гравця.

### Бостон Селтікс

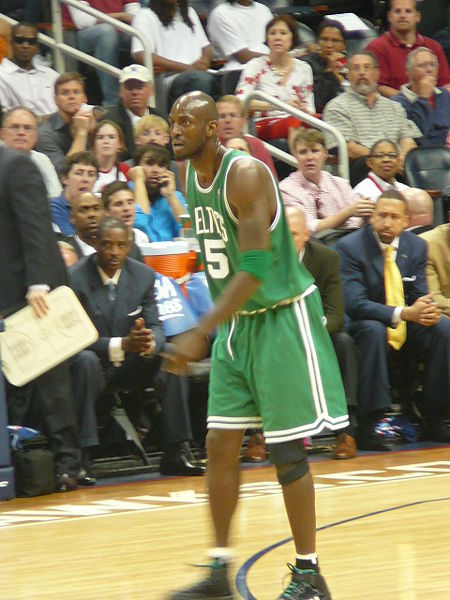
Гарнетт під час 4-ї гри плей-оф проти «Атланти», 2008

31 липня 2007 року був обміняний до складу «Бостон Селтікс» на Ела Джефферсона, Раяна Гомеса, Себастіана Телфера, Джеральда Гріна, Тео Ретліффа, готівку та два драфт-піки першого раунду 2009 року. Ця угода стала історичною для НБА, адже ніколи раніше не відбувалось обмінів у форматі сім гравців на одного. Разом з Полом Пірсом та Реєм Алленом утворили тріо, яке майже автоматично прозвали «Великою трійкою» на зразок того, як раніше називали трійку з Ларрі Берда, Кевіна Макейла та Роберта Періша. За нову команду Гарнетт дебютував у матчі проти «Вашингтон Візардс», набравши 22 очки та 20 підбирань. 22 квітня 2008 року був названий Найкращим захисним гравцем НБА сезону 2007-2008. Того ж сезону став чемпіоном НБА у складі «Бостона».
Наприкінці наступного сезону травмувався та пропустив плей-оф. Без нього «Селтікс» не змогли подолати другий раунд, вилетівши від «Орландо Меджик».
У сезоні 2009-2010 до команди приєднався Рашид Воллес, сам «Бостон» провів впевнений регулярний сезон. У плей-оф команда вибила «Маямі Гіт», «Клівленд Кавальєрс» та «Орландо Меджик». У фіналі НБА зустрілась з «Лос-Анджелес Лейкерс» та в запеклій серії з семи матчів програла чемпіонство.
У сезоні 2010-2011 Гарнетт набирав 15 очок та 9 підбирань та допоміг команді пройти перший раунд плей-оф, обігравши «Нью-Йорк Нікс». В другому раунді Бостон вилетів від «Маямі».
Наступного сезону 2011-2012 Гарнетт вперше за 11 років не був вибраний для участі у матчі всіх зірок. Проте допоміг команді дійти до плей-оф, де в першому раунді «Бостон» пройшов «Атланта Гокс», в другому — «Філадельфія Севенті-Сіксерс», а у фіналі Східної конференції зустрівся з «Маямі» з Леброном Джеймсом, Двейном Вейдом та Крісом Бошом на чолі, які виявились сильнішими та пройшли до фіналу НБА.
Наступного сезону знову був запрошений на матч всіх зірок НБА. 7 лютого 2013 року у матчі проти «Лейкерс» набрав своє 25,000 очко у кар'єрі.

### Бруклін Нетс
2013 року перейшов до «Бруклін Нетс», у складі якої провів наступні 2 сезони своєї кар'єри. 13 грудня 2013 року зробив своє 14,000 підбирання, ставши десятим гравцем в історії НБА, кому це вдавалось. Зробивши також 5,000 результативних передач у кар'єрі, приєднався до компанії з Каріма Абдул-Джаббара та Карла Мелоуна — гравців, які набрали 25,000 очок, 14,000 підбирань та 5,000 асистів у кар'єрі. Допоміг команді дійти до другого раунду плей-оф, де «Нетс» програли «Маямі». На Гарнетта покладали великі надії, однак йому було вже 37 років, тому за гру в середньому набирав лише 6,5 очка та 6,6 підбирання.

### Повернення до Міннесоти

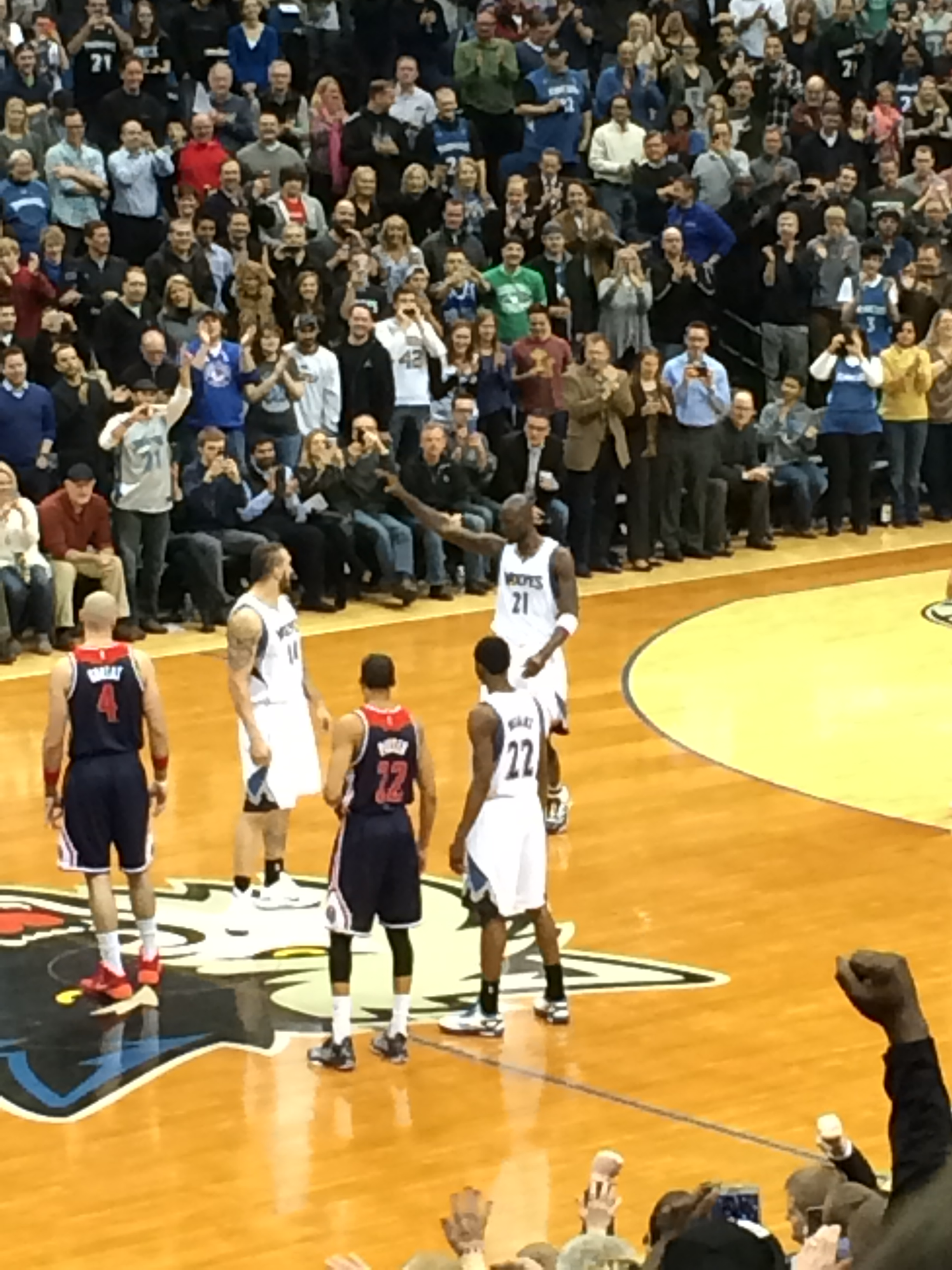
Перша гра Гарнетта після повернення до «Міннесоти» 2015.

Останньою ж командою в кар'єрі гравця стала «Міннесота Тімбервулвз», до складу якої він приєднався 19 лютого 2015 року і за яку відіграв півтора сезони.

## Виступи за збірну
У складі збірної США став олімпійським чемпіоном 2000 року.

## Кар'єра після НБА
У жовтні 2016 року став співведучим програми «Inside the NBA» на телеканалі TNT. Наступного місяця став ведучим своєї авторської передачі «Area 21». У січні 2017 року став консультантом «Лос-Анджелес Кліпперс», а в сезоні 2016-2017 консультував «Мілвокі Бакс».
З грудня 2011 року є акціонером футбольного клубу «Рома».

## Особисте життя
Одружений, виховує двох дочок. Є двоюрідним братом баскетболіста Шеммонда Вільямса.

## Статистика виступів в НБА
| † | Позначає сезон, в якому Кевін Гарнетт ставав чемпіоном НБА |
| * | Лідер ліги                                                 |

### Регулярний сезон
| Сезон              | Команда                 | GP    | GS    | MPG  | FG%  | 3P%  | FT%  | RPG   | APG | SPG | BPG | PPG  |
| ------------------ | ----------------------- | ----- | ----- | ---- | ---- | ---- | ---- | ----- | --- | --- | --- | ---- |
| 1995–96            | «Міннесота Тімбервулвз» | 80    | 43    | 28.7 | .491 | .286 | .705 | 6.3   | 1.8 | 1.1 | 1.6 | 10.4 |
| 1996–97            | «Міннесота Тімбервулвз» | 77    | 77    | 38.9 | .499 | .286 | .754 | 8.0   | 3.1 | 1.4 | 2.1 | 17.0 |
| 1997–98            | «Міннесота Тімбервулвз» | 82*   | 82*   | 39.3 | .491 | .188 | .738 | 9.6   | 4.2 | 1.7 | 1.8 | 18.5 |
| 1998–99            | «Міннесота Тімбервулвз» | 47    | 47    | 37.9 | .460 | .286 | .704 | 10.4  | 4.3 | 1.7 | 1.8 | 20.8 |
| 1999–00            | «Міннесота Тімбервулвз» | 81    | 81    | 40.0 | .497 | .370 | .765 | 11.8  | 5.0 | 1.5 | 1.6 | 22.9 |
| 2000–01            | «Міннесота Тімбервулвз» | 81    | 81    | 39.5 | .477 | .288 | .764 | 11.4  | 5.0 | 1.4 | 1.8 | 22.0 |
| 2001–02            | «Міннесота Тімбервулвз» | 81    | 81    | 39.2 | .470 | .319 | .801 | 12.1  | 5.2 | 1.2 | 1.6 | 21.2 |
| 2002–03            | «Міннесота Тімбервулвз» | 82*   | 82*   | 40.5 | .502 | .282 | .751 | 13.4  | 6.0 | 1.4 | 1.6 | 23.0 |
| 2003–04            | «Міннесота Тімбервулвз» | 82*   | 82*   | 39.4 | .499 | .256 | .791 | 13.9  | 5.0 | 1.5 | 2.2 | 24.2 |
| 2004–05            | «Міннесота Тімбервулвз» | 82*   | 82*   | 38.1 | .502 | .240 | .811 | 13.5* | 5.7 | 1.5 | 1.4 | 22.2 |
| 2005–06            | «Міннесота Тімбервулвз» | 76    | 76    | 38.9 | .526 | .267 | .810 | 12.7* | 4.1 | 1.4 | 1.4 | 21.8 |
| 2006–07            | «Міннесота Тімбервулвз» | 76    | 76    | 39.4 | .476 | .214 | .835 | 12.8* | 4.1 | 1.2 | 1.7 | 22.4 |
| 2007–08†           | «Бостон Селтікс»        | 71    | 71    | 32.8 | .539 | .000 | .801 | 9.2   | 3.4 | 1.4 | 1.2 | 18.8 |
| 2008–09            | «Бостон Селтікс»        | 57    | 57    | 31.1 | .531 | .250 | .841 | 8.5   | 2.5 | 1.1 | 1.2 | 15.8 |
| 2009–10            | «Бостон Селтікс»        | 69    | 69    | 29.9 | .521 | .200 | .837 | 7.3   | 2.7 | 1.0 | .8  | 14.3 |
| 2010–11            | «Бостон Селтікс»        | 71    | 71    | 31.3 | .528 | .200 | .862 | 8.9   | 2.4 | 1.3 | .8  | 14.9 |
| 2011–12            | «Бостон Селтікс»        | 60    | 60    | 31.1 | .503 | .333 | .857 | 8.2   | 2.9 | .9  | 1.0 | 15.8 |
| 2012–13            | «Бостон Селтікс»        | 68    | 68    | 29.7 | .496 | .125 | .786 | 7.8   | 2.3 | 1.1 | .9  | 14.8 |
| 2013–14            | «Бруклін Нетс»          | 54    | 54    | 20.5 | .441 | .000 | .809 | 6.6   | 1.5 | .8  | .7  | 6.5  |
| 2014–15            | «Бруклін Нетс»          | 42    | 42    | 20.3 | .455 | .167 | .829 | 6.8   | 1.6 | 1.0 | .3  | 6.8  |
| 2014–15            | «Міннесота Тімбервулвз» | 5     | 5     | 19.6 | .581 | .000 | .500 | 5.2   | 1.6 | 1.0 | .8  | 7.6  |
| 2015–16            | «Міннесота Тімбервулвз» | 38    | 38    | 14.6 | .470 | .000 | .667 | 3.9   | 1.6 | .7  | .3  | 3.2  |
| Усього за кар'єру  |                         | 1,462 | 1,425 | 34.5 | .497 | .275 | .789 | 10.0  | 3.7 | 1.3 | 1.4 | 17.8 |
| В іграх усіх зірок |                         | 14    | 11    | 20.5 | .511 | .000 | .875 | 6.3   | 2.9 | 1.1 | .8  | 11.3 |

### Плей-оф
| Сезон             | Команда                 | GP  | GS  | MPG  | FG%  | 3P%   | FT%   | RPG  | APG | SPG | BPG | PPG  |
| ----------------- | ----------------------- | --- | --- | ---- | ---- | ----- | ----- | ---- | --- | --- | --- | ---- |
| 1997              | «Міннесота Тімбервулвз» | 3   | 3   | 41.7 | .471 | 1.000 | 1.000 | 9.3  | 3.7 | 1.3 | 1.0 | 17.3 |
| 1998              | «Міннесота Тімбервулвз» | 5   | 5   | 38.8 | .480 | .000  | .778  | 9.6  | 4.0 | .8  | 2.4 | 15.8 |
| 1999              | «Міннесота Тімбервулвз» | 4   | 4   | 42.5 | .443 | .000  | .739  | 12.0 | 3.8 | 1.8 | 2.0 | 21.8 |
| 2000              | «Міннесота Тімбервулвз» | 4   | 4   | 42.8 | .385 | .667  | .813  | 10.8 | 8.8 | 1.3 | .8  | 18.8 |
| 2001              | «Міннесота Тімбервулвз» | 4   | 4   | 41.3 | .466 | .000  | .833  | 12.0 | 4.3 | 1.0 | 1.5 | 21.0 |
| 2002              | «Міннесота Тімбервулвз» | 3   | 3   | 43.3 | .429 | .500  | .719  | 18.7 | 5.0 | 1.7 | 1.7 | 24.0 |
| 2003              | «Міннесота Тімбервулвз» | 6   | 6   | 44.2 | .514 | .333  | .607  | 15.7 | 5.2 | 1.7 | 1.7 | 27.0 |
| 2004              | «Міннесота Тімбервулвз» | 18  | 18  | 43.5 | .452 | .313  | .776  | 14.6 | 5.1 | 1.3 | 2.3 | 24.3 |
| 2008†             | «Бостон Селтікс»        | 26  | 26  | 38.0 | .495 | .250  | .810  | 10.5 | 3.3 | 1.3 | 1.1 | 20.4 |
| 2010              | «Бостон Селтікс»        | 23  | 23  | 33.3 | .495 | .000  | .839  | 7.4  | 2.5 | 1.1 | .9  | 15.0 |
| 2011              | «Бостон Селтікс»        | 9   | 9   | 36.3 | .441 | .000  | .759  | 10.9 | 2.6 | 1.9 | 1.0 | 14.9 |
| 2012              | «Бостон Селтікс»        | 20  | 20  | 36.9 | .497 | .250  | .813  | 10.3 | 1.5 | 1.2 | 1.5 | 19.2 |
| 2013              | «Бостон Селтікс»        | 6   | 6   | 35.3 | .500 | .000  | .941  | 13.7 | 3.5 | .8  | 1.0 | 12.7 |
| 2014              | «Бруклін Нетс»          | 12  | 12  | 20.8 | .524 | .000  | .739  | 6.3  | 1.3 | .8  | .4  | 6.9  |
| Усього за кар'єру |                         | 143 | 143 | 36.9 | .478 | .273  | .789  | 10.7 | 3.3 | 1.2 | 1.3 | 18.2 |